# 田山雅充
田山 雅充（たやま まさみつ、1948年12月2日 - ）は、日本のフォークシンガー・シンガーソングライター・作曲家。

## プロフィール

### 生い立ち
東京都目黒区出身。幼少時代、テレビドラマ（乙羽信子主演『ママちょっと来て』、『独眼竜政宗』他）、映画『モスラ』に子役で出演。子役になったのは、東宝児童劇団の新聞折込がきっかけであったが、同劇団は実際には東宝とは関係がなく『モスラ』の撮影後に遁走したため、田山にはギャラが支払われなかったという。
中学生の時から柔道を始め、大学生の時には柔道三段の段位をとっていた。柔道をしていた時は体重110kgの巨体だったが、歌手デビューした時には75kgに減っている。
高校生の時にエレキバンドを結成し、ドラムとボーカルを務める。若い頃、新しいドラムセットが欲しく、賞金目当てで、浜口庫之助が審査員を務めるフジテレビの「勝抜きのど自慢」に出演。自作の曲『夏の夕日』をギターの弾き語りで歌って3週勝ち抜き、賞金を獲得した。それが縁となり浜口に師事、作曲を学ぶ。その間、浜口が手がけたにしきのあきららに作品も提供した。
後に作詞家・千家和也の事務所に招かれ、演歌の作曲も手がけるようになる。おさだたいじに『妻あるあなたに』（1972年）という楽曲を提供する。

### 歌手デビュー
歌手デビューは1974年、コーラスグループ「赤い花」のメインボーカリストとして、当時の資生堂キャンペーンソング『赤い花みつけた』（ポール・ウィリアムズの作品の日本語訳詞曲）をキャニオンレコード（現ポニーキャニオン）からリリース。そのB面の『今愛の中で』（中里綴・作詞）では作曲を手掛けた。またこのグループには新生五つの赤い風船メンバーでもある青木まり子も在籍。
その後、同じキャニオンレードより男女デュオ「たやまと夕子」でシングル『雨の交差点』、アルバム『暮れそで暮れない黄昏どきは』をリリース。このアルバムがCBSソニーの当時のディレクターだった酒井政利が注目。このアルバムに収録されていた曲『人恋しくて』が南沙織のシングル曲ともなり、この曲は1975年の第17回日本レコード大賞歌唱賞受賞曲となった。
田山自身のソロ・歌手としてのデビュー曲は、『春うらら』（1976年）に決定。この『春うらら』は当時数多くあった音楽祭（TBS『東京音楽祭』、文化放送『新宿音楽祭』、ニッポン放送『銀座音楽祭』、FM東京『FMリスナーズ・グランプリ』）の受賞曲に、それぞれ選出される。特にその当時TBSが主催していた「第5回東京音楽祭世界大会」では、「THE BEST JAPANESE ARTIST（外国審査員団賞）」を受賞した。
3枚目のシングル『愛することから始めてみませんか』は、この1976年当時TBSテレビで放送されていた「白い秘密」（田宮二郎主演、片平なぎさの女優転向第一作作品）の主題歌となった。

### 作曲家として
ほか田山は自ら作曲家として南沙織の『人恋しくて』、『気がむけば電話して』（1976年）を筆頭に、太田裕美・アグネスチャン・小林麻美・中森明菜・芹洋子・狩人・荒川務・塚田三喜夫など、沢山の歌手に作品が提供されることとなる。
また、作曲家としてTBSのアニメ番組「まんが日本絵巻」（1977年）の主題歌『なんじゃらもんじゃら』、NHKの音楽番組「歌はともだち」の主題歌『なにしてる』（田中星児）の他、NHK「おかあさんといっしょ」の童謡（「おおきなくちあけて」「わらいごえっていいな」「きめたきめた」「ムギューだいすき」など多数）も手掛けた。
TVのCM曲では武田薬品工業「アリナミンA」や阪急百貨店、亀田製菓など多数を手掛け、自ら歌った曲がオンエアされた。演劇・映画界においても、石橋蓮司・緑魔子率いる劇団「第7病棟」では、その前身である劇団「桜社」設立から現在に至るまで音楽プロデューサーを務め、同劇団の直近作の2000年公演「雨の塔」でも劇中歌など全曲を作曲・プロデュース。1970年には緑魔子主演・東陽一監督の映画「やさしいにっぽん人」（東プロ）の音楽を担当している。

### 歌手活動再開など
1977年には「NHKフォーク・フェスティバル」に“時代を象徴するミュージシャン4名”に選出され出演。共演はハイファイセット、大橋純子、松任谷由実。当日の模様はテレビ・FMでも放映された。また1976 - 1978年にかけては、ラジオ関東（現アール・エフ・ラジオ日本）の深夜番組「真夜中のコーヒーブレイク」のパーソナリティーを作詞家の中里綴と共に務めていた。また1981年1～3月の3か月間、NHK・クイズ番組「連想ゲーム」のレギュラー解答者（5枠）で出演していた時期もある。
しかし、その後、所属レコード会社制作サイド内での覇権争いの犠牲となり、制作の完成したアルバム発売が見送られたり、担当プロデューサーが刑事事件を起すなど不運が度重なった。結果、1980年代以降、表舞台では姿を見る機会が殆どなくなっていた。
そのような中でも、劇団第7病棟女優の田所陽子との“作詞（田所）作曲（田山）ユニット「HIP」”の自主制作アルバムをリリース（1989年）するなど、地道な創作活動は継続。引き続きNHK「おかあさんといっしょ」への作品提供も行われていた。
そして2004年、歌手活動再開を決意。旧友のミュージシャン濱田金吾（元クラフト）らの音楽的支援を受け、活動を再開。東京・名古屋・沖縄（石垣島）などで定期的にライブ活動を行っている。
2005年、そのライブ会場（第1回銀座モナリザライブ）で、田山は「春うらら」の作詞者である最首としみつと20数年振りに再会。それ以降、二人による新作がライブでも発表されている。その新作のひとつである「カラス」は青木まり子のニューアルバムにも収録されている。

### 現在
2015年より徳島県美馬市脇町の古民家に移住。近在のアマチュアミュージシャンに呼びかけ、当地の史跡「うだつの町並」で毎日曜日にストリートライブのプロデュースを開始。
自宅で妻が起業したシフォンケーキ店(焼菓子工房ムギュー)を手伝う傍ら、自らも作詞・作曲・ギター・ボーカル等を教える「シンガーソングライター・田山塾」を開講。一方で「チューリップ祭」「ひな祭り」「そばの花まつり」等の祭りや、市の観光交流センター開所式等、地域の催事に出演。
また「美馬フォークジャンボリー」「アエルワロビーコンサート」「パパラギライブ」等近隣ミュージシャン主催のライブに多数参加。2016年には熊本地震支援チャリティーの複数のイベントにも参加するなど精力的に活動を続けている。

## ディスコグラフィー

### シングル
| 発売日               | 面                 | タイトル                       | 作詞                   | 作曲               | 編曲               | 規格               | 規格品番           |
| キャニオンレコード   | キャニオンレコード | キャニオンレコード             | キャニオンレコード     | キャニオンレコード | キャニオンレコード | キャニオンレコード | キャニオンレコード |
| -------------------- | ------------------ | ------------------------------ | ---------------------- | ------------------ | ------------------ | ------------------ | ------------------ |
| 1976年2月26日        | A                  | 春うらら                       | 最首としみつ 補:中里綴 | 田山雅充           | 船山基紀           | EP                 | A-296              |
| 1976年2月26日        | B                  | お嫁に行くんだってね           | 中里綴                 | 田山雅充           | 田山雅充           | EP                 | A-296              |
| 1976年6月            | A                  | 嗚呼                           | 最首としみつ           | 田山雅充           | 船山基紀           | EP                 | C-8                |
| 1976年6月            | B                  | 小さな会話                     | 中里綴                 | 田山雅充           | 船山基紀           | EP                 | C-8                |
| 1976年10月25日       | A                  | 愛することから始めてみませんか | 中里綴                 | 田山雅充           | 船山基紀           | EP                 | C-26               |
| 1976年10月25日       | B                  | 淋しい夜だから                 | 中里綴                 | 田山雅充           | 船山基紀           | EP                 | C-26               |
| 1977年7月            | A                  | 紅葉                           | 中里綴                 | 田山雅充           | 田山雅充           | EP                 | C-59               |
| 1977年7月            | B                  | 姫スイレン                     | 中里綴                 | 田山雅充           | 松井忠重           | EP                 | C-59               |
| 1977年11月           | A                  | 夢うつつ                       | 最首としみつ           | 田山雅充           | 松井忠重           | EP                 | C-75               |
| 1977年11月           | B                  | 冬枯れの街                     | 中里綴                 | 田山雅充           | 田山雅充           | EP                 | C-75               |
| 1978年9月            | A                  | 夜露                           | 中里綴                 | 田山雅充           | 船山基紀           | EP                 | F-218              |
| 1978年9月            | B                  | 1と1/2の人生                   | 中里綴                 | 田山雅充           | 船山基紀           | EP                 | F-218              |
| 1979年5月            | A                  | 巡恋譜                         | 中里綴                 | 田山雅充           | 松井忠重           | EP                 | F-234              |
| 1979年5月            | B                  | 海                             |                        |                    |                    | EP                 | F-234              |
| ワーナー・パイオニア |                    |                                |                        |                    |                    |                    |                    |
| 1982年9月            | A                  | てるてる坊主                   | 中里綴                 | 田山雅充           | 松井忠重           | EP                 | L-1609             |
| 1982年9月            | B                  | こぼれ松葉                     | 中里綴                 | 田山雅充           | 吉田正美           | EP                 | L-1609             |

### アルバム
| 面 | No. | タイトル               | 作詞         | 編曲       |
| -- | --- | ---------------------- | ------------ | ---------- |
| A  | 1   | 春うらら               | 中里綴       | 田山雅充   |
| A  | 2   | 写真                   | 中里綴       | 船山基紀   |
| A  | 3   | この愛にすべてを       | 田山雅充     | 萩田光雄   |
| A  | 4   | お嫁にいくんだってね   | 中里綴       | 田山雅充   |
| A  | 5   | 人恋しくて             | 中里綴       | 田山雅充   |
| A  | 6   | 流れて行きたい         | 最首としみつ | 馬飼野康二 |
| B  | 1   | ふらふら               | 中里綴       | 松井忠重   |
| B  | 2   | 夏の終りに             | 中里綴       | 松井忠重   |
| B  | 3   | コーヒーブレイク       | 最首としみつ | 田山雅充   |
| B  | 4   | 深刻振るのはらしくない | 中里綴       | 水谷公生   |
| B  | 5   | プロポーズ             | 中里綴       | 松井忠重   |

| 面 | No. | タイトル           | 作詞         | 編曲     |
| -- | --- | ------------------ | ------------ | -------- |
| A  | 1   | アメリカンコーヒー | 田山雅充     | 田山雅充 |
| A  | 2   | 過去へは戻れない   | 中里綴       | 田山雅充 |
| A  | 3   | 雨ふり             | 最首としみつ | 船山基紀 |
| A  | 4   | 古いアコーディオン | 中里綴       | 田山雅充 |
| A  | 5   | 二人だけの誓い     | 中里綴       | 田山雅充 |
| A  | 6   | ハッピーエンド     | 藤沢淳       | 田山雅充 |
| B  | 1   | 鳴呼               | 最首としみつ | 船山基紀 |
| B  | 2   | おとずれ           | 最首としみつ | 田山雅充 |
| B  | 3   | 三年目にきた別れ   | 中里綴       | 船山基紀 |
| B  | 4   | 小さな会話         | 中里綴       | 船山基紀 |
| B  | 5   | 女ってやつは       | 中里綴       | 田山雅充 |
| B  | 6   | 愛の幕開け         | 中里綴       | 田山雅充 |

| 面 | No. | タイトル                 | 作詞         | 編曲     |
| -- | --- | ------------------------ | ------------ | -------- |
| A  | 1   | 今夜あたりは             | 中里綴       | 田山雅充 |
| A  | 2   | さよならの一言           | 中里綴       | 田山雅充 |
| A  | 3   | 手まくら                 | 中里綴       | 田山雅充 |
| A  | 4   | 久し振り                 | 中里綴       | 田山雅充 |
| A  | 5   | あなたは夕陽を見ましたか | 中里綴       | 田山雅充 |
| A  | 6   | いつまでも               | 田山雅充     | 田山雅充 |
| B  | 1   | 紅葉                     | 中里綴       | 松井忠重 |
| B  | 2   | 姫スイレン               | 中里綴       | 松井忠重 |
| B  | 3   | 北に住む友へ             | 最首としみつ | 松井忠重 |
| B  | 4   | 桃の花酒                 | 中里綴       | 松井忠重 |
| B  | 5   | モノローグ               | 中里綴       | 松井忠重 |
| B  | 6   | 旅に出たい               | 中里綴       | 田山雅充 |

## 楽曲提供
- 小野寺昭『燃えてるあいつ』
- 中森明菜1stアルバム『プロローグ〈序幕〉』収録曲2曲（1982年）「Tシャツ・サンセット」「A型メランコリー」
- 南沙織『人恋しくて』（1975年）、『気がむけば電話して/ふりむいた朝』（1976年）※すべて作曲のみ
- 太田裕美 アルバム『12ページの詩集』（1976年）、収録曲「失くした耳飾り」※作曲

## 俳優

### 映画
- モスラ（1961年/東宝） - 中條信二[1][9][3][注釈 10]

### テレビドラマ
- ママちょっと来て（1959年 - 1963年、日本テレビ）[1]
- 独眼竜参上!（1960年 - 1962年、日本テレビ）[1]